# Thamnophilus
Thamnophilus – rodzaj ptaków z podrodziny chronek (Thamnophilinae) w rodzinie chronkowatych (Thamnophilidae).

## Zasięg występowania
Rodzaj obejmuje gatunki występujące w Ameryce Południowej i Centralnej oraz w Meksyku.

## Morfologia
Długość ciała 14–16,5 cm; masa ciała 21–30 g.

## Systematyka

### Etymologia
- Thamnophilus: gr. θαμνος thamnos „krzew”; φιλος  philos „wielbiciel, miłośnik”[5].
- Abalius: gr. negatywny przedrostek α- a-; βαλιος balios „cętkowany, łaciaty, nakrapiany”[6]. Gatunek typowy: Thamnophilus punctatus Cabanis, 1861 (= Thamnophilus bridgesi P.L. Sclater, 1856).

### Podział systematyczny
Do rodzaju należą następujące gatunki:

- Thamnophilus schistaceus d’Orbigny, 1838 – chronka czarnoskrzydła
- Thamnophilus murinus P.L. Sclater & Salvin, 1868 – chronka mysia
- Thamnophilus zarumae Chapman, 1921 – chronka jasnobrzucha
- Thamnophilus multistriatus Lafresnaye, 1844 – chronka pasiasta
- Thamnophilus palliatus (M.H.C. Lichtenstein, 1823) – chronka rdzawogrzbieta
- Thamnophilus tenuepunctatus Lafresnaye, 1853 – chronka andyjska
- Thamnophilus ruficapillus Vieillot, 1816 – chronka rdzawogłowa
- Thamnophilus torquatus Swainson, 1825 – chronka brazylijska
- Thamnophilus doliatus (Linnaeus, 1764) – chronka pręgowana
- Thamnophilus bridgesi P.L. Sclater, 1856 – chronka żałobna
- Thamnophilus atrinucha Salvin & Godman, 1892 – chronka nizinna
- Thamnophilus bernardi Lesson, 1844 – chronka obrożna
- Thamnophilus melanonotus P.L. Sclater, 1855 – chronka czarnogłowa
- Thamnophilus insignis Salvin & Godman, 1884 – chronka wenezuelska
- Thamnophilus divisorius Whitney, Oren & Brumfield, 2004 – chronka kukająca
- Thamnophilus amazonicus P.L. Sclater, 1858 – chronka amazońska
- Thamnophilus melanothorax P.L. Sclater, 1857 – chronka białosterna
- Thamnophilus nigriceps P.L. Sclater, 1869 – chronka czarna
- Thamnophilus praecox J.T. Zimmer, 1937 – chronka ekwadorska
- Thamnophilus cryptoleucus (Ménégaux & Hellmayr, 1906) – chronka smolista
- Thamnophilus nigrocinereus P.L. Sclater, 1855 – chronka ciemna
- Thamnophilus caerulescens Vieillot, 1816 – chronka zmienna
- Thamnophilus unicolor (P.L. Sclater, 1859) – chronka jednobarwna
- Thamnophilus aroyae (Hellmayr, 1904) – chronka wyżynna
- Thamnophilus aethiops P.L. Sclater, 1858 – chronka kropkowana
- Thamnophilus punctatus (Shaw, 1809) – chronka plamista
- Thamnophilus stictocephalus von Pelzeln, 1868 – chronka plamkoskrzydła
- Thamnophilus pelzelni Hellmayr, 1924 – chronka białobrzucha
- Thamnophilus sticturus von Pelzeln, 1868 – chronka boliwijska
- Thamnophilus ambiguus Swainson, 1825 – chronka atlantycka